# 薄一波

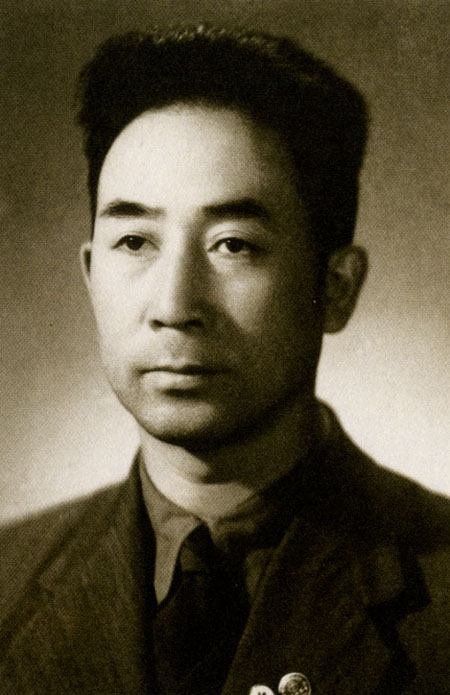
薄一波

薄一波（はくいっぱ、簡体字：薄一波、繁体字：薄一波、英語：Bo Yibo、ボー・イーボー、1908年2月17日 - 2007年1月15日）は、中華人民共和国の政治家。第1・2・3・5期国務院副総理、党中央顧問委員会副主任、財政部長などを務めた。中国共産党の八大元老の1人で、本名は薄書存。次男に元重慶市党委員会書記の薄熙来がいる。 

## 経歴

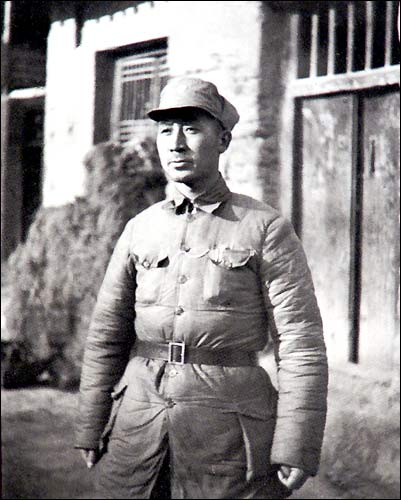
第二次国共合作時の薄一波

1908年2月17日に山西省定襄県に誕生する。1925年4月に中国共産党に入党し、山西省党委員などを務めた。太原の学生・労働者運動を指揮するが、失敗して晋北地区に移る。1931年に北平で国民党に逮捕・投獄され、獄中にあっても中国共産党支部書記も務めた。
その後は張聞天・劉少奇の指示により1936年に「反共宣言」を発表して（偽装転向する形で）出獄し、再度山西で活動を再開して山西犠牲救国同盟会（犠盟会）を結成して軍隊の育成に携わる。1943年に延安へ赴いて中国共産党中央党校で学習し、1945年に第7期中共中央委員に選出される。日本軍降伏後の国共内戦では華北軍区の政治委員として平津戦役などに参加した。
1949年10月1日の中華人民共和国成立後は政務院財政経済委員会副主任、財政部長に就任した。1954年に国家建設委員会主任となる。1956年5月12日の第1期全国人民代表大会常務委員会第40回会議において国家経済委員会主任に任命され、同年11月16日の全国人民代表大会常務委員会第51回会議において国務院副総理に任命された。同年9月28日、第8期1中全会で中共中央政治局委員候補に選出。しかし、経済政策の違いから毛沢東に疎まれていく。

### 文化大革命期
文化大革命が最高潮となった1969年4月の第9回党大会では康生が江青に渡した中央委員のブラックリストに「叛徒、特務（スパイ）、外国と結託した者」とされていた為に中央委員再任はならず、「六十一人叛徒集団事件」（薄一波・安子文ら61人の自首変節に関する資料）で失脚した。かつて党の活動継続の為に行った偽装転向と出獄が既に失脚していた張・劉の指示で行ったことが追及と弾圧を受ける一因となり、薄が失脚している最中に胡明夫人も睡眠薬による自殺を遂げてしまう。

### 名誉回復
1978年に胡耀邦が中央組織部長となって失脚した党員の名誉を回復すると、同年12月の第11期3中全会で薄一波も名誉回復がなされた。1979年6月から7月の第5期全国人民代表大会第2回会議において副総理に復帰し、7月1日の第5期全国人民代表大会常務委員会第9回会議におて国務院財政経済委員会委員を兼務した。また同年9月の第11期4中全会においては党中央委員に増補選出された。1982年4月から5月の第5期全国人民代表大会常務委員会第23回会議において国務院副総理を解任されて国務委員に任命される。同年に党中央顧問委員会副主任となり現役を退くが、保守派として胡耀邦の総書記解任（1987年）に動いた。また、インフレなどの経済混乱を引き起こしたとして後任の趙紫陽総書記を批判し、趙紫陽は党内における指導力を失っていった。

### 死去
2002年の第16回党大会に出席して元老健在を見せ付けたが、2007年1月15日に北京にて病死した。99歳の誕生日を迎える1ヶ月前の死去であった。